# Heintz Peak
Heintz Peak är en bergstopp i Antarktis. Den ligger i Västantarktis. Argentina, Chile och Storbritannien gör anspråk på området. Toppen på Heintz Peak är 2 790 meter över havet.
Terrängen runt Heintz Peak är huvudsakligen kuperad, men söderut är den bergig. Trakten är obefolkad. Det finns inga samhällen i närheten.